# Philydor atricapillus
El ticotico cabecinegro (Philydor atricapillus), también denominado ticotico cabeza negra, o ticotico de cabeza negra, es una especie de ave paseriforme de la familia Furnariidae, perteneciente al género Philydor. Es nativo del centro oriente de América del Sur.

## Distribución y hábitat
Se distribuye en el sureste y sur de Brasil, desde el sur de Bahía hasta el sur de Mato Grosso del Sur y el noreste de Río Grande del Sur), este de Paraguay y en el norte de Misiones en el extremo noreste de Argentina.
Esta especie es considerada poco común en su hábitat natural, el sotobosque de selvas húmedas de la Mata Atlántica, hasta los 1050 m de altitud.

## Sistemática

### Descripción original
La especie monotípica P. atricapillus fue descrita por primera vez por el explorador, etnólogo, entomólogo y naturalista alemán Maximilian zu Wied-Neuwied en 1821 bajo el nombre científico Anabates atricapillus; su localidad tipo es: «río Catolé, Bahía, Brasil».

### Etimología
El nombre genérico neutro «Philydor» deriva del griego «philos»: que ama, y «hudōr»: agua; significando «que ama el agua»; y el nombre de la especie «atricapillus», proviene del latín «ater»: negro y «capillus»: cabellos; significando «de cabellos negros».

### Taxonomía
Los estudios genéticos-moleculares de Derryberry et al. (2011), sugieren que el género Philydor es polifilético, con la presente especie, que es la especie tipo del género, probablemente hermanada con Philydor pyrrhodes (aparentemente también con P. novaesi), y este par formando un grupo monofilético con los géneros Heliobletus y Cichlocolaptes, pero que todas las otras especies actualmente en el género, están más próximas de otros géneros.
La forma descrita Philydor hylobius, que previamente se pensaba ser una población aislada de la presente, de hecho representa un plumaje juvenil de Syndactyla roraimae.